# Christiane Jentsch
Christiane Jentsch (* 13. Juli 1961) ist eine ehemalige deutsche Curling-Spielerin.

## Karriere
Jentsch war von 1980 bis 1984 und von 1994 bis 2001 Skip der Damenmannschaft des Curling-Club Füssen. In den Jahren 1985/1986 und 1991/1992 spielte sie im Team vom SC-Riessersee mit Skip Andrea Schöpp. Mit dieser Mannschaft wurde sie unter dem Namen Christiane Scheibel Europameisterin (1991) und gewann die Bronzemedaille (1992). Im Jahr 1985 belegte diese Mannschaft Platz 5 bei der Weltmeisterschaft. Im Jahr 1992 wurde bei den Olympischen Winterspielen in Albertville ein Demonstrationswettbewerb gespielt, den das deutsche Team mit Christiane Jentsch als Alternate gewann. Dafür erhielten die deutschen Curlerinnen Stephanie Mayr, Andrea Schöpp, Christiane Jentsch (damals noch Scheibel) und Wagner das Silberne Lorbeerblatt.
2002 kehrte sie dem Leistungssport den Rücken und spielt jetzt in Hobbyteams für den Curling-Club Füssen.

## Erfolge
- 1. Platz Olympische Winterspiele 1992 (Demonstrationswettbewerb)
- Europameisterin 1991
- 3. Platz Europameisterschaft 1992